# Stephen Solarz
Stephen Solarz (New York, 12 september 1940 - Washington, 29 november 2010) was een Amerikaans politicus. Hij diende van 1975 tot 1993 als lid van het Huis van Afgevaardigden voor de staat New York.

## Carrière
Solarz studeerde aan de Brandeis University in Waltham en behaalde daar in 1962 zijn Bachelor of Arts-diploma. Vijf jaar later volgde een Master of Arts-diploma aan de Columbia University. Aansluitend doceerde hij van 1967 tot 1968 politieke wetenschappen aan het Brooklyn College. Van 1969 tot 1974 was hij lid van het Huis van Afgevaardigden van staat New York. In 1974 was hij afgevaardigde op de Democratic National Mid-term Convention. Hij versloeg bij de Democratische voorverkiezingen voor het 13e kiesdistrict van het Huis van Afgevaardigden zijn Democratische tegenkandidaat Bertram Podell. Later dat jaar werd hij daadwerkelijk gekozen voor zijn eerste termijn in het Huis van Afgevaardigden. Nadien volgden nog acht termijnen in het Huis.
Solarz stond in zijn periode in het huis bekend als een uitgesproken criticus van de inzet van mariniers door president Ronald Reagan in Libanon in 1982. Als voorzitter van de sub-commissie voor Aziatische en Oceanische Aangelegenheden was hij nauw betrokken bij de Filipijnse politiek ten tijde van de val van de Filipijnse president Ferdinand Marcos in 1986 en de jaren daarna toen de Filipijnse democratie zich herstelde onder diens opvolger Corazon Aquino. In 1991 was hij een van de initiatiefnemers van de Gulf War Authorization Act onder het presidentschap van George H.W. Bush. Solarz bezocht meer dan 100 landen, hetgeen hem de bijnaam "Marco Polo van het Congres" opleverde. In 1992 verloor Solarz de Democratische voorverkiezingen nadat hij betrokken was geraakt bij een schandaal met de bank van het Huis. Na afloop van zijn laatste termijn was hij in 1994 een van de belangrijkste kandidaten voor het ambassadeurschap in India. Hij werd echter gepasseerd ten koste van Frank Wisner.
Solarz overleed op 29 november 2010 op 70-jarige leeftijd aan de gevolgen van slokdarmkanker. Op 26 februari 2011, bij de viering van 25 jaar EDSA-revolutie, werd Solarz postuum de Filipijnse Legion of Honor met de hoogste rang van Chief Commander toegekend voor zijn rol bij het omverwerpen van het dictatoriale regime van Ferdinand Marcos.

## Bron
- (en)  Biografie Stephen Solarz, website Amerikaans Congres, geraadpleegd op 11 december 2010